# Frontonas
Ne doit pas être confondu avec Frontenas, commune du Rhône
Frontonas est une commune française située dans le département de l'Isère en région Auvergne-Rhône-Alpes,
Historiquement rattachée à la province du Dauphiné, la cité fait partie de l'aire urbaine de Lyon. La commune est également adhérente à la communauté de communes Les Balcons du Dauphiné dont le siège est fixé à Saint-Chef.
Ses habitants sont appelés les Frontonois.

## Géographie

### Situation et description
Située non loin de l'agglomération berjalienne, Frontonas qui a gardé un aspect très nettement rural malgré une montée de l'urbanisation, est situé au sud de l'Isle-Crémieu, au pied des dernières collines. Le village s'étire le long de la route depuis que les différents hameaux se sont rejoints par des constructions récentes.
Au nord-est, ce sont des petites collines, des marais et des champs, tandis que le sud-ouest est occupé par les riches terres du marais asséché par le canal du Catelan parallèle à la Bourbre et leur réseau de drainage.

### Géologie
Selon l'ouvrage publié en 1987 par l'éditeur Horvath et consacré à l'histoire des communes de l'Isère, le territoire situé dans le secteur de l'Isle-d'Abeau se présente essentiellement « comme un plateau à deux niveaux, parallèlement inclinés vers le sud-est ». Les deux niveaux du plateau appartiennent à la période dite du Jurassique moyen. Dans la partie occidentale du plateau, on peut noter la présence de calcaires gris datant du Bajocien et sur l'autre moitié, plus à l'est, on découvre plutôt des calcaires blonds et tendres au caractère sub-corallien. En effet, la bordure orientale de la région naturelle de L'Isle-Crémieu, de laquelle dépend cette partie du territoire communal, est riche en débris d'oursins et quelquefois même de débris de crustacés.

### Climat
Pour des articles plus généraux, voir Climat d'Auvergne-Rhône-Alpes et Climat de l'Isère.
En 2010, le climat de la commune est de type climat océanique altéré, selon une étude du Centre national de la recherche scientifique s'appuyant sur une série de données couvrant la période 1971-2000. En 2020, Météo-France publie une typologie des climats de la France métropolitaine dans laquelle la commune est exposée à un climat de montagne ou de marges de montagne et est dans la région climatique  Moyenne vallée du Rhône, caractérisée par un bon ensoleillement en été (fraction d’insolation > 60 %), une forte amplitude thermique annuelle (4 à 20 °C), un air sec en toutes saisons, orageux en été, des vents forts (mistral), une pluviométrie élevée en automne (250 à 300 mm).
Pour la période 1971-2000, la température annuelle moyenne est de 11,8 °C, avec une amplitude thermique annuelle de 18 °C. Le cumul annuel moyen de précipitations est de 1 067 mm, avec 9,7 jours de précipitations en janvier et 6,7 jours en juillet. Pour la période 1991-2020, la température moyenne annuelle observée sur la station météorologique de Météo-France la plus proche, « Lyon-Saint-Exupery », sur la commune de Colombier-Saugnieu à 9 km à vol d'oiseau, est de 12,8 °C et le cumul annuel moyen de précipitations est de 862,5 mm,. Pour l'avenir, les paramètres climatiques de la commune estimés pour 2050 selon différents scénarios d'émission de gaz à effet de serre sont consultables sur un site dédié publié par Météo-France en novembre 2022.

## Urbanisme

### Typologie
Au 1er janvier 2024, Frontonas est catégorisée bourg rural, selon la nouvelle grille communale de densité à sept niveaux définie par l'Insee en 2022.
Elle appartient à l'unité urbaine de Frontonas, une unité urbaine monocommunale constituant une ville isolée,. Par ailleurs la commune fait partie de l'aire d'attraction de Lyon, dont elle est une commune de la couronne,. Cette aire, qui regroupe 397 communes, est catégorisée dans les aires de 700 000 habitants ou plus (hors Paris),.

### Occupation des sols
L'occupation des sols de la commune, telle qu'elle ressort de la base de données européenne d’occupation biophysique des sols Corine Land Cover (CLC), est marquée par l'importance des territoires agricoles (70,7 % en 2018), en diminution par rapport à 1990 (74,3 %). La répartition détaillée en 2018 est la suivante : 
zones agricoles hétérogènes (45,3 %), terres arables (25,4 %), forêts (12,8 %), zones urbanisées (12 %), zones humides intérieures (4,4 %). L'évolution de l’occupation des sols de la commune et de ses infrastructures peut être observée sur les différentes représentations cartographiques du territoire : la carte de Cassini (XVIIIe siècle), la carte d'état-major (1820-1866) et les cartes ou photos aériennes de l'IGN pour la période actuelle (1950 à aujourd'hui).

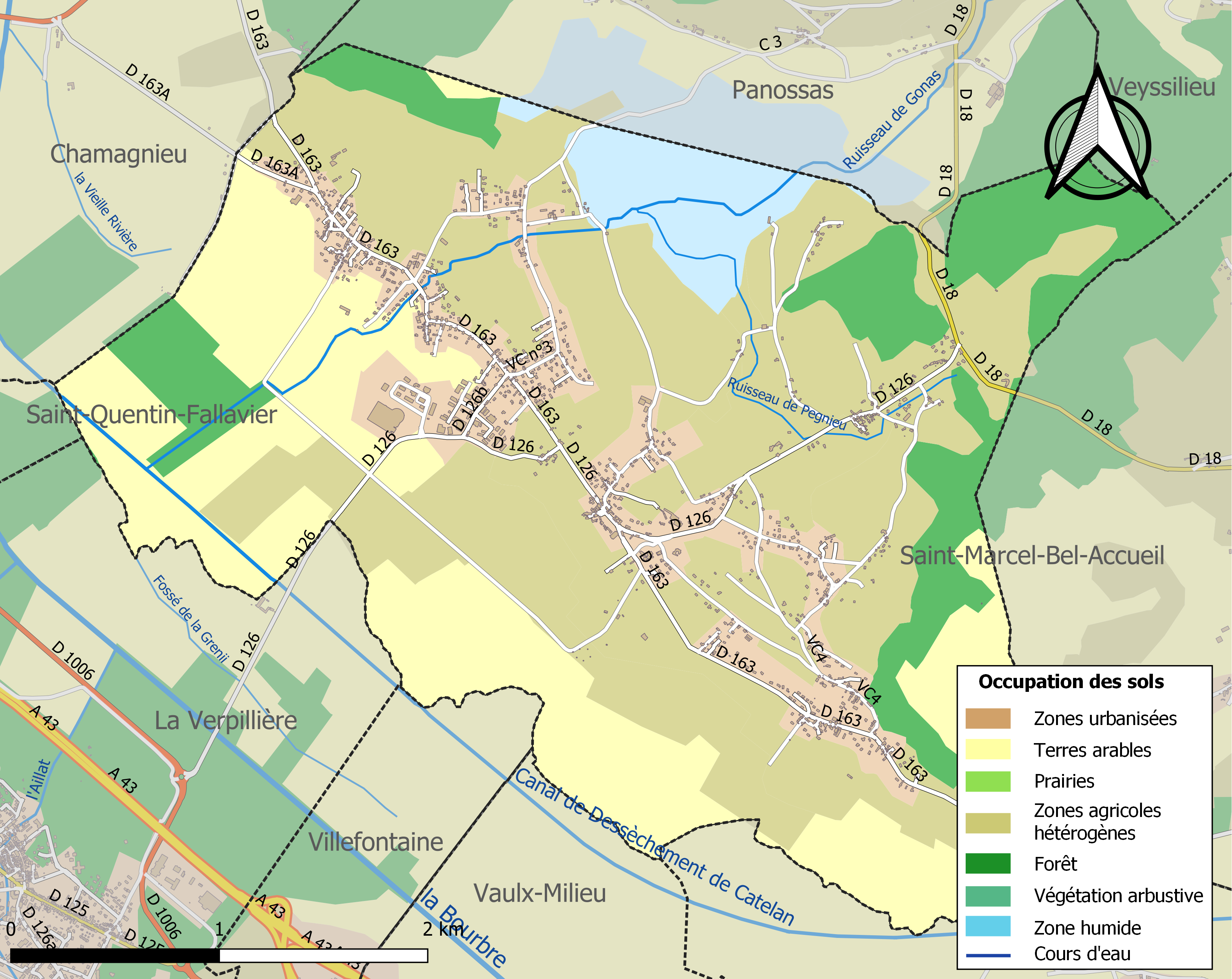
Carte des infrastructures et de l'occupation des sols de la commune en 2018 (CLC).

### Risques naturels et technologiques

#### Risques sismiques
L'ensemble du territoire de la commune de Frontonas est situé en zone de sismicité n°3 (sur une échelle de 1 à 5), comme la plupart des communes de son secteur géographique.
| Type de zone | Niveau            | Définitions (bâtiment à risque normal) |
| ------------ | ----------------- | -------------------------------------- |
| Zone 3       | Sismicité modérée | accélération = 1,1 m/s2                |

## Toponymie

### Les noms de hameaux
- Charamel : de chalumeau, la paille, le tube du roseau. À rapprocher de chamarella = jouer du chalumeau (flute en roseau), chanter en patois dauphinois[18]. Racine indo-européenne : ḱalh.
- les Quatre Vies : les quatre via, les quatre chemins.
- la Léchère : la lèche est une herbe des marais que l'on retrouve dans toute la France, utilisée en particulier en Normandie autour du Livarot, fromage ceint de 5 lèches. Elle servait pour les litières des animaux. la Léchère est un toponyme assez répandu en Dauphiné.

## Histoire

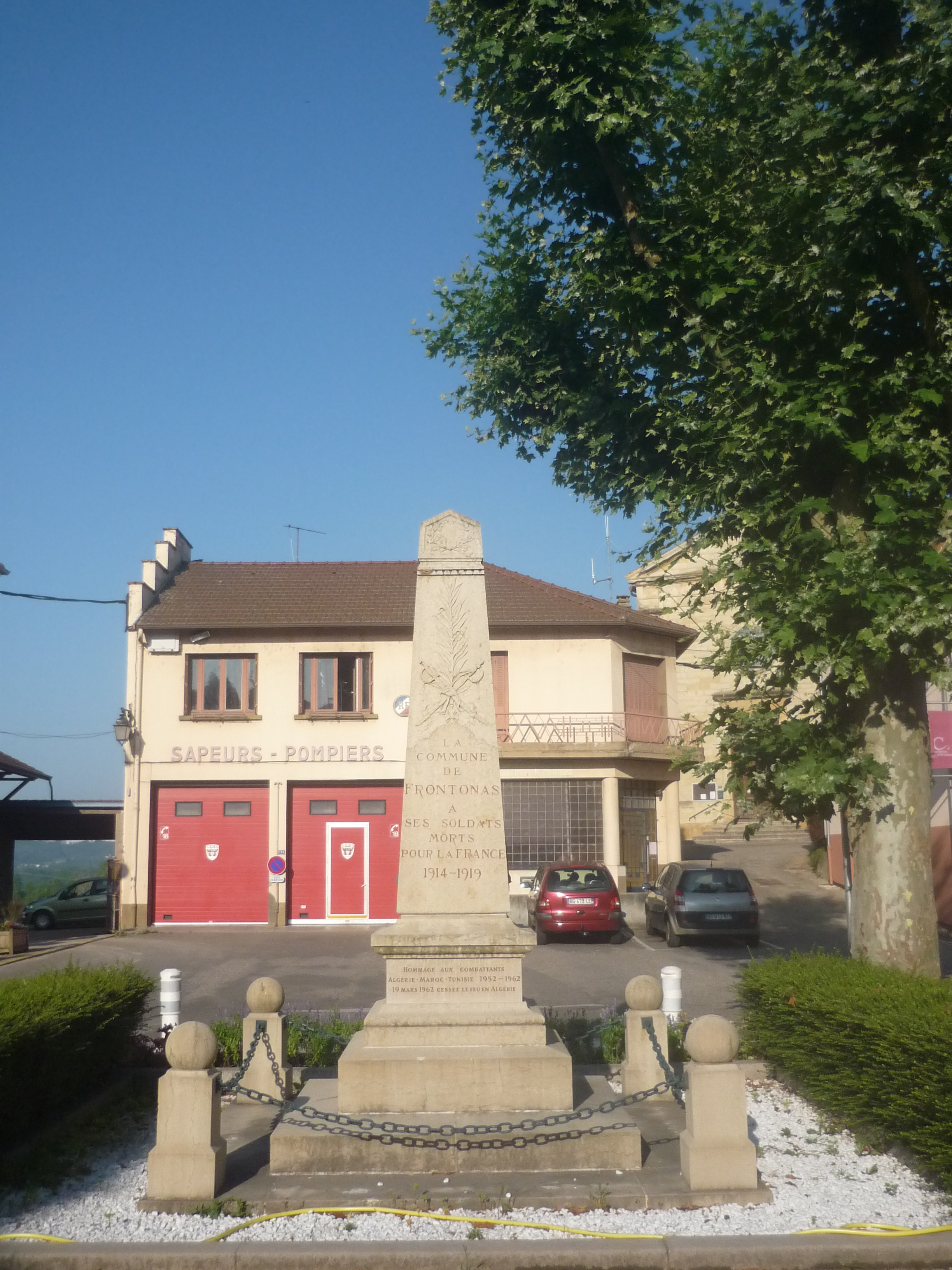
Monument aux morts de Frontonas.

## Politique et administration

### Liste des maires
| Période                                  | Période                  | Identité          | Étiquette | Qualité |
| ---------------------------------------- | ------------------------ | ----------------- | --------- | --- |
| Les données manquantes sont à compléter. |                          |                   |           | |
| 1989                                     | juin 1995                | Aimé Vidal        |           | |
| juin 1995                                | mars 2008                | Jean-Claude Blanc |           | |
| mars 2008                                | En cours (au avril 2014) | Annick Merle      | UMP-LR    | Cadre Vice-Présidente du Conseil Départemental Conseillère départementale du Canton de Charvieu-Chavagneux depuis 2015 |

## Population et société

### Démographie
L'évolution du nombre d'habitants est connue à travers les recensements de la population effectués dans la commune depuis 1793. Pour les communes de moins de 10 000 habitants, une enquête de recensement portant sur toute la population est réalisée tous les cinq ans, les populations de référence des années intermédiaires étant quant à elles estimées par interpolation ou extrapolation. Pour la commune, le premier recensement exhaustif entrant dans le cadre du nouveau dispositif a été réalisé en 2007.

En 2022, la commune comptait 2 116 habitants, en évolution de +3,27 % par rapport à 2016 (Isère : +3,07 %, France hors Mayotte : +2,11 %).
| 1793 | 1800 | 1806 | 1821 | 1831 | 1836 | 1841  | 1846  | 1851  |
| ---- | ---- | ---- | ---- | ---- | ---- | ----- | ----- | ----- |
| 625  | 650  | 575  | 751  | 958  | 989  | 1 064 | 1 055 | 1 100 |

| 1856  | 1861  | 1866  | 1872  | 1876  | 1881  | 1886 | 1891 | 1896 |
| ----- | ----- | ----- | ----- | ----- | ----- | ---- | ---- | ---- |
| 1 135 | 1 157 | 1 182 | 1 137 | 1 080 | 1 061 | 978  | 965  | 938  |

| 1901 | 1906 | 1911 | 1921 | 1926 | 1931 | 1936 | 1946 | 1954 |
| ---- | ---- | ---- | ---- | ---- | ---- | ---- | ---- | ---- |
| 905  | 840  | 748  | 712  | 715  | 691  | 678  | 695  | 667  |

| 1962 | 1968 | 1975 | 1982  | 1990  | 1999  | 2006  | 2007  | 2012  |
| ---- | ---- | ---- | ----- | ----- | ----- | ----- | ----- | ----- |
| 757  | 711  | 927  | 1 129 | 1 379 | 1 714 | 1 812 | 1 829 | 1 956 |

| 2017  | 2022  | - | - | - | - | - | - | - |
| ----- | ----- | - | - | - | - | - | - | - |
| 2 069 | 2 116 | - | - | - | - | - | - | - |

### Enseignement
La commune est rattachée à l'académie de Grenoble.

### Manifestations culturelles et festivités
- CPartiMonKiki : Asso dont le but est d'organiser des manifestations festives
- Le 1er samedi de juillet : Courses de Plumards, Aperock, performance de graffeurs, cracheurs de feu.
- Le dimanche avant Noël : Matinée huîtres

### Équipements sportifs
- Badminton Club de Frontonas
- Entente Sportive Frontonas-Chamagnieu :  club de football et de basket
- Tennis Club Frontonas Chamagnieu

### Médias
Historiquement, le quotidien à grand tirage Le Dauphiné libéré consacre, chaque jour, y compris le dimanche, dans son édition du Nord-Isère, un ou plusieurs articles à l'actualité de la commune, ainsi que des informations sur les éventuelles manifestations locales, les travaux routiers, et autres événements divers à caractère local.
La commune est située sur l'aire de diffusion de radio Ici Isère, une radio publique qui émet sur tout le territoire du département de l'Isère.

### Cultes

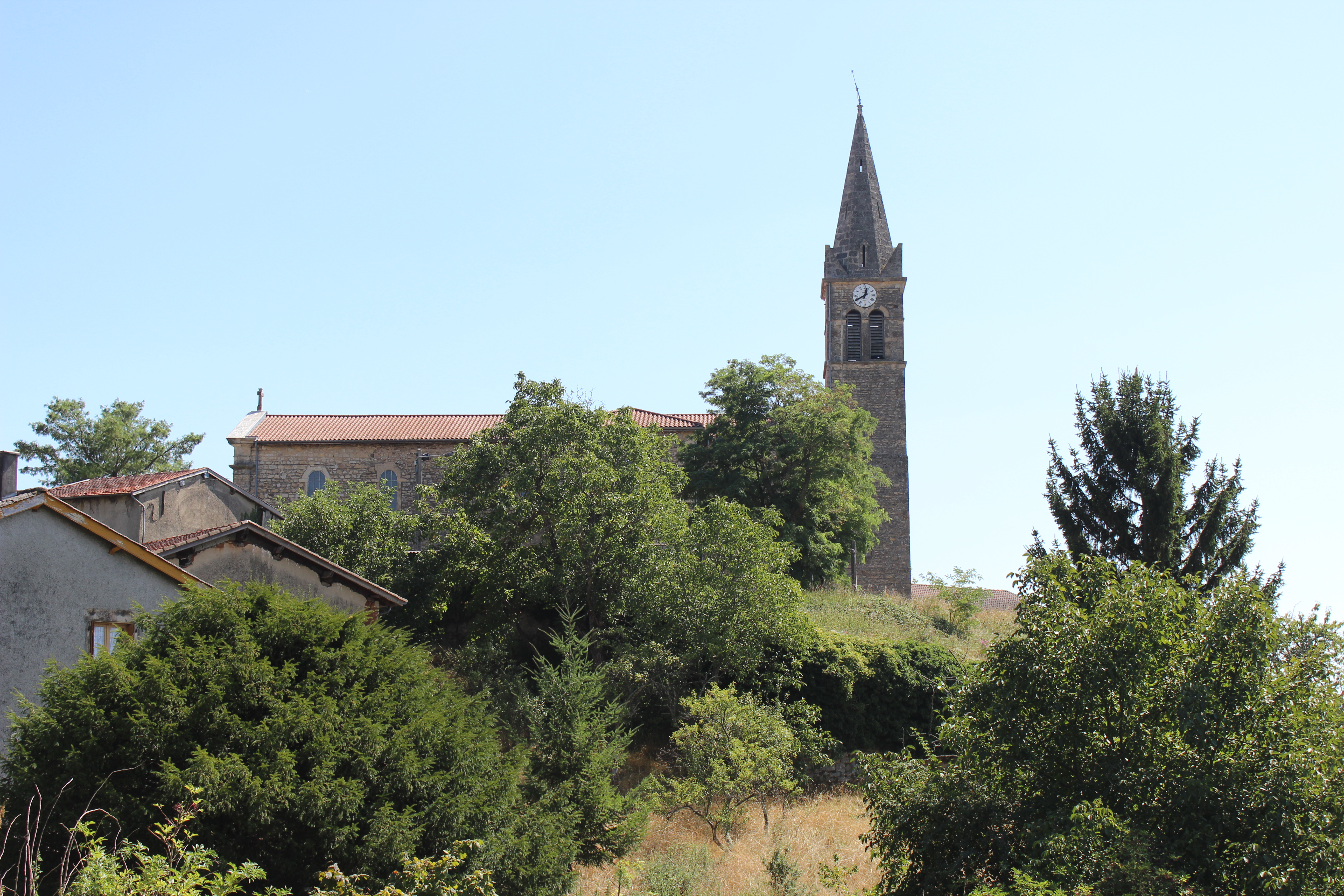
Église de Frontonas.

L'église paroissiale (propriété de la commune) est desservie par la paroisse de Saint-Paul-des-Quatre-vents qui recouvrent dix communes. Cette paroisse est elle-même rattachée au diocèse de Grenoble-Vienne.

## Culture locale et patrimoine

### Lieux et monuments
- Église Saint-Julien de Frontonas. Elle est inscrite à l'Inventaire général du patrimoine culturel[24].
- Maison forte de la Tour ;

la maison forte est citée au XIe siècle avec sa chapelle.
- Maison forte de Certeau du XVe siècle[25].
- Monument aux morts communal
- Château Saint Julien ;
- Château de Certeau.
- Moulin à huile du rebat[26] : restauré dans les années 1990, il a été vandalisé mais montre une structure importante du village. Sa roue à axe vertical est parfaitement visible d'en bas et digne d'intérêt : on parle de moulin à rodet. Ce dispositif peut courant ici permet d'exploiter le faible dénivelé. L'autre avantage est la simplicité de réalisation puisqu'il n'y a pas d'engrenage. Ceci devrait induire une réduction des pertes mécaniques, mais l'ensemble n'a qu'un faible rendement (25%). Les augets répartis sur un plateau horizontal reçoivent le jet issu d'une tuyère, ou canon. Le "canal du moulin" plus haut pourrait être le témoin d'un deuxième moulin, et les structures de l'étang de Charamel d'un troisième.
- les fours à chaux : situés à Pignieu, ils montrent une petite structure semblables à celles que l'on trouve encore en fonctionnement au Maghreb. Elle est à rapprocher des fours paysans du Briançonnais de par sa taille. Construits à flanc de colline, ils étaient approvisionnés par le haut en pierre et en combustibles.

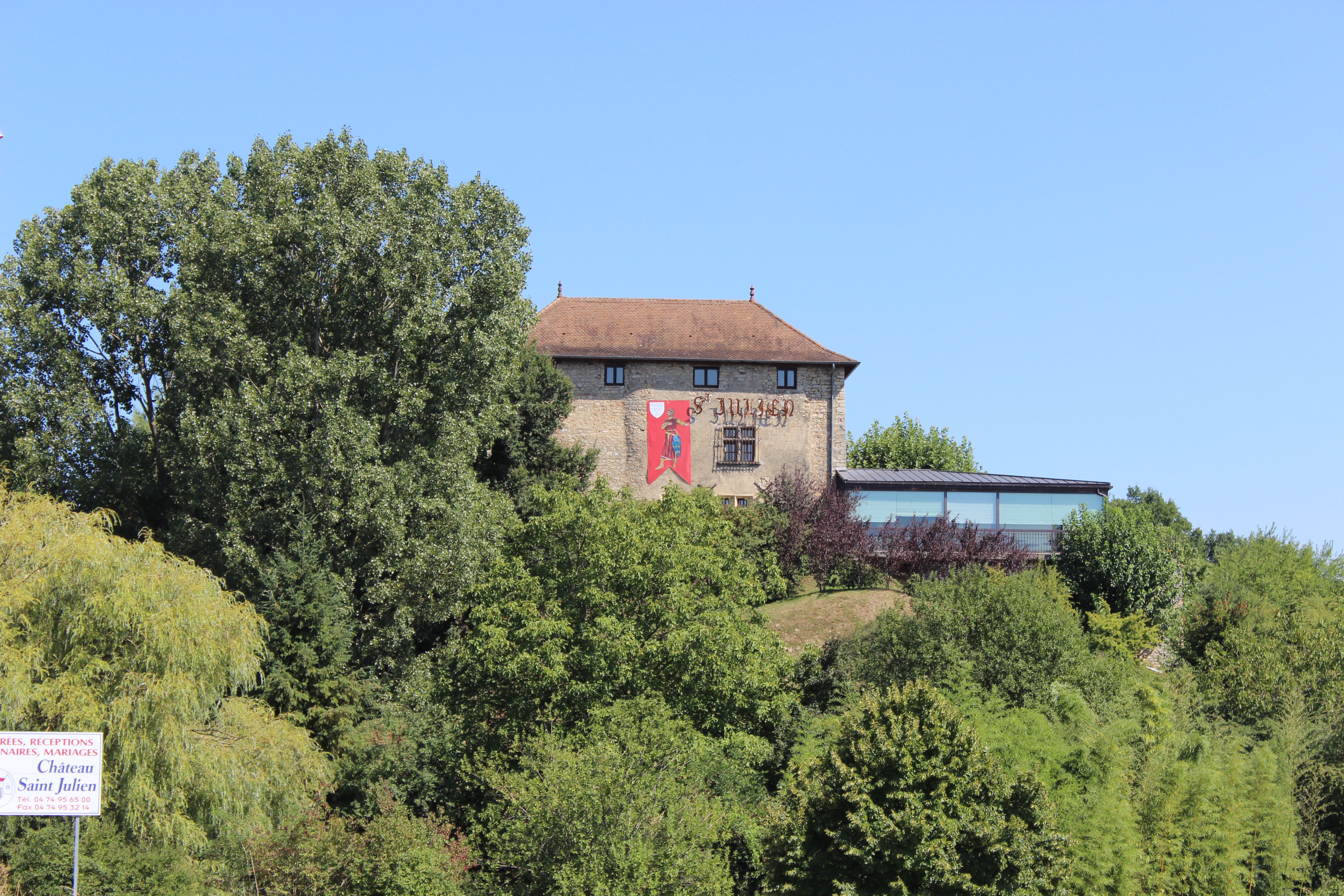
Château Saint Julien.
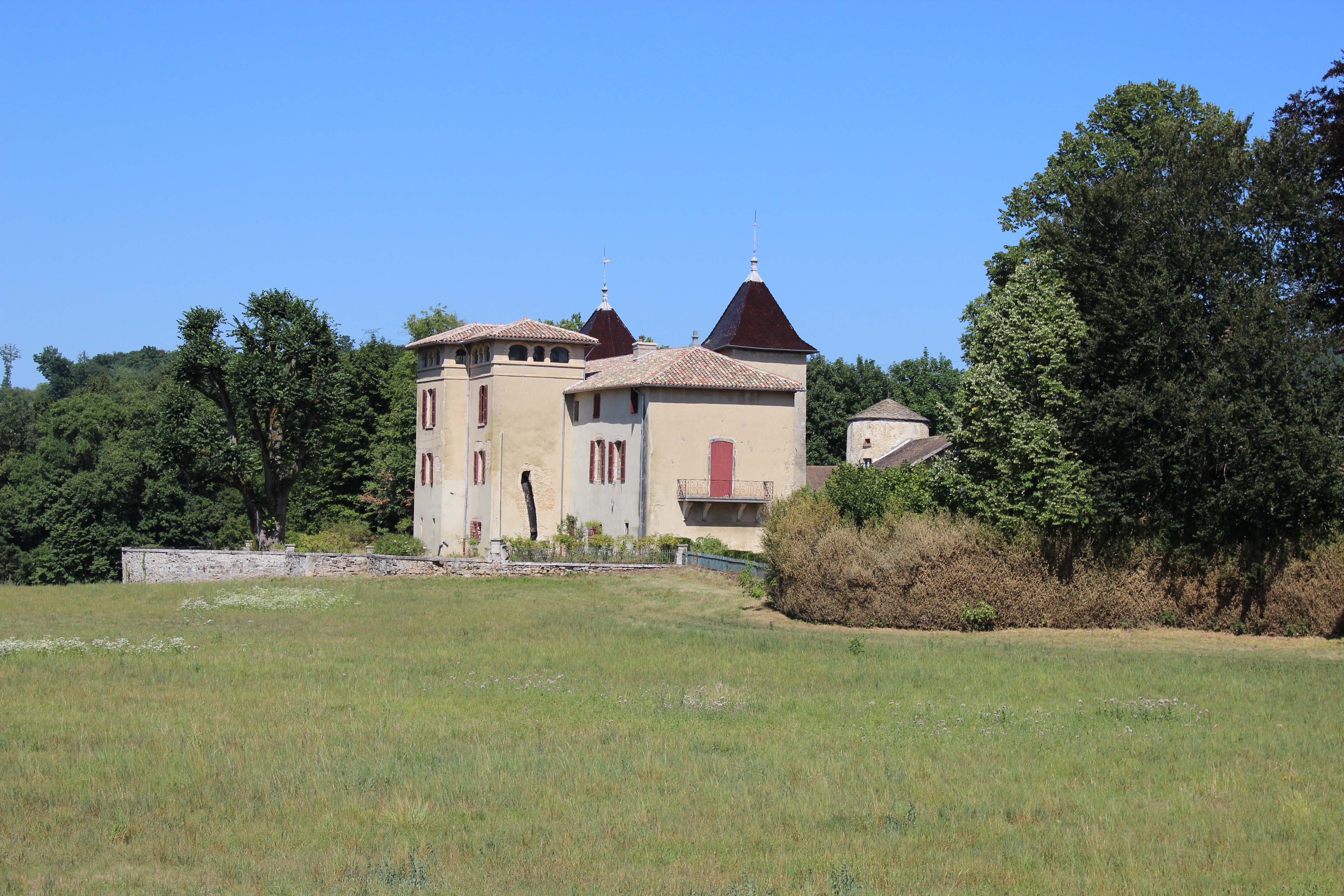
Château de la Tour.
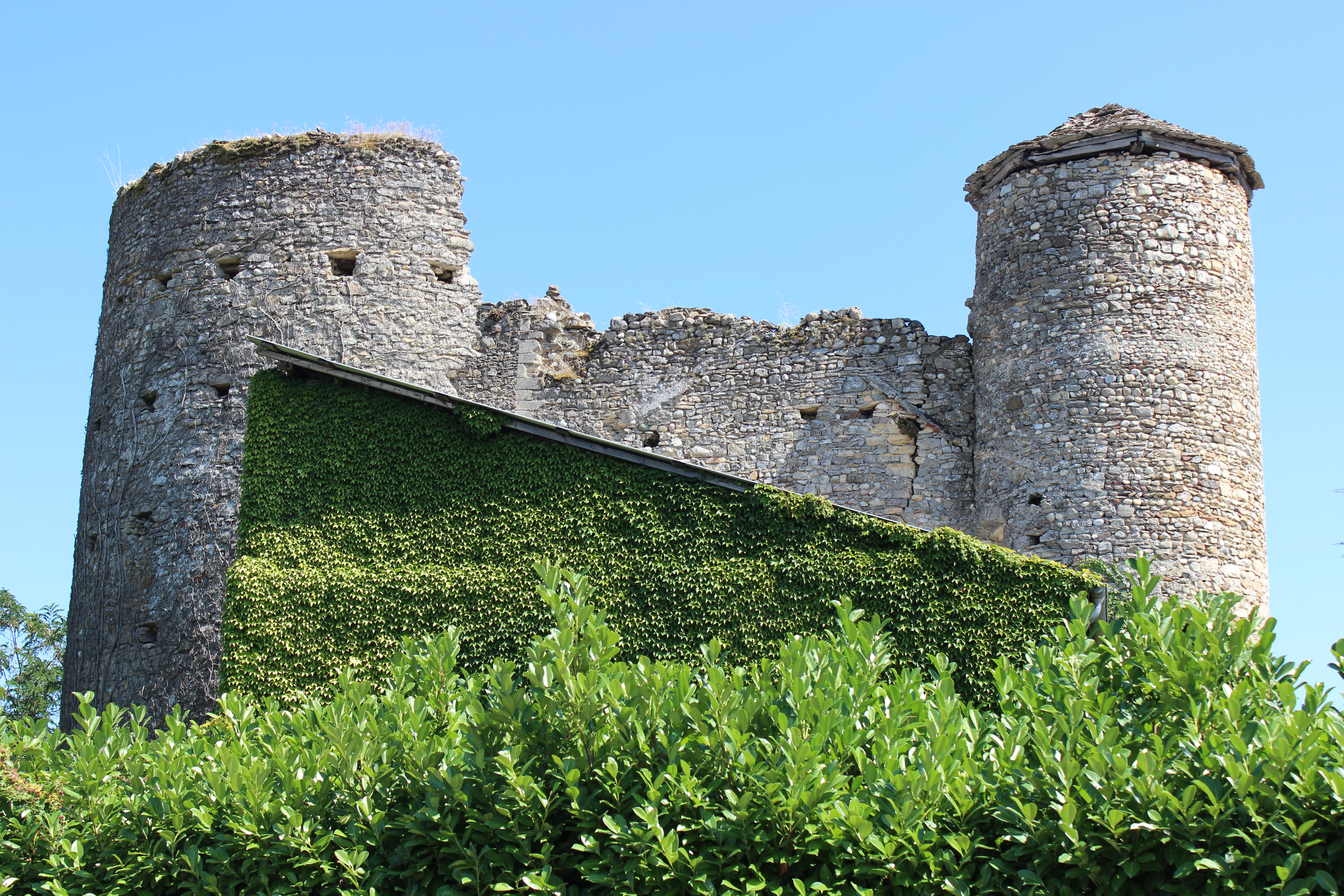
Château de Certeau.

### Langue régionale

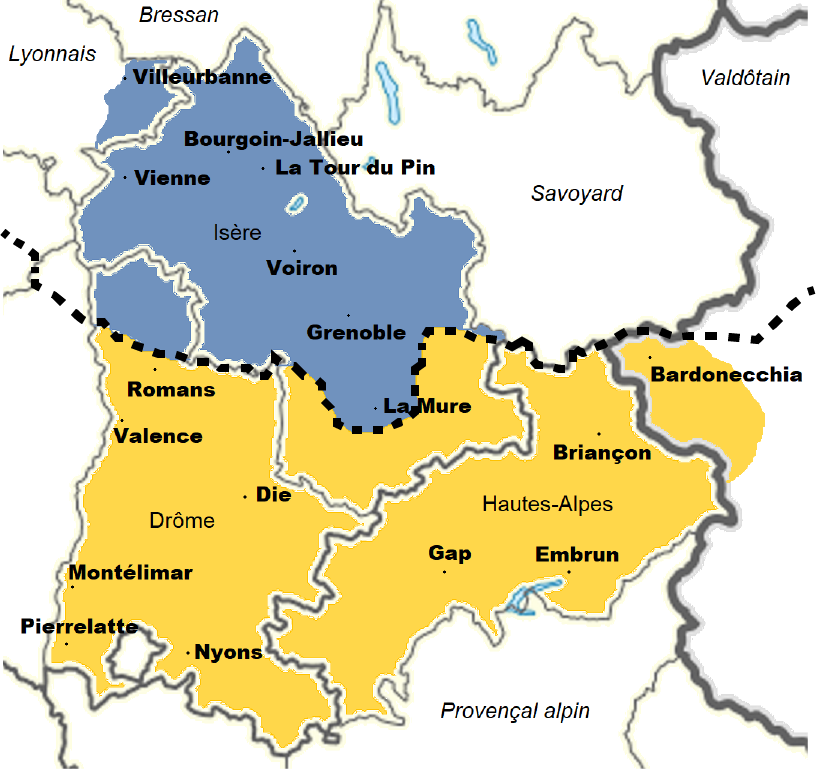
Carte linguistique du Dauphiné : Le dauphinois est un dialecte arpitan parlé dans le nord du Dauphiné.

Historiquement, sur le plan linguistique, le territoire de Frontonas, ainsi que l'ensemble du Nord-Isère, se situe au nord-ouest de l'agglomération grenobloise et au sud-est de l'agglomération lyonnaise. Son secteur se situe donc dans la partie centrale du domaine linguistique des patois dauphinois, laquelle appartient au domaine de la langue dite francoprovençal ou arpitan au même titre que les parlers savoyards, vaudois, Valdôtains, bressans et foréziens,.
L'idée du terme, « francoprovençal », attribué à cette langue régionale parlée dans la partie centre-est de la France, différente du français, dit langue d'oil et de l'occitan, dit langue d'oc, est l'œuvre du linguiste et patriote italien Graziadio Isaia Ascoli en 1873 qui en a identifié les caractéristiques, notamment dans le Grésivaudan, les pays alpins et la vallée de l'Isère, depuis sa source jusqu'à sa confluence avec le Rhône.

### Traditions et légendes
- Le Bègue : sorte de loup cornu, à grandes dents blanches et queue verte ; il emporte les enfants pour les manger dans les bois[29].

### Personnalités liées à la commune
Pierre-François Charrel, né à Frontonas en 1756, fils de notaire et homme de loi, est député de l'Isère sous la Convention. Ayant voté la mort du roi, il est à nouveau député des Cinq-Cents. Sous la Restauration, exilé comme régicide, il meurt dans la misère à Constance en 1817.

### Héraldique
|  | Frontonas possède des armoiries dont l'origine et le blasonnement exact ne sont pas disponibles. |